# This Film Is Not Yet Rated
This Film Is Not Yet Rated is een Amerikaanse documentairefilm uit 2006 van regisseur Kirby Dick. De documentaire neemt de Amerikaanse filmkeuringsdienst Motion Picture Association of America (MPAA) onder de loep. 
De originele versie van de film kreeg van de MPAA de rating NC-17, maar de makers vochten deze keuring aan. Deze bezwaarprocedure is in de film vastgelegd. De film is uiteindelijk zoals de titel (letterlijk vertaald: 'Deze film is nog niet gekeurd') al aangeeft zonder keuring uitgebracht. 

## Inhoud
De film toont de zoektocht van de makers naar de anonieme juryleden. De profielen van deze mensen komen niet overeen met de claim van de dienst dat het vooral ouders met kinderen in de leeftijd van 5 tot 17 betreft. Twee juryleden blijken buren te zijn.
Verscheidene filmmakers geven in de film hun visie op en ervaringen met de werkwijzen en besluiten van de MPAA, die in anonimiteit opereert en ondoorzichtige criteria toepast. Zo worden homoseksuele scènes strenger beoordeeld dan heteroseksuele, zit er een verschil tussen Hollywoodfilms en onafhankelijke films en wordt geweld makkelijker toegelaten dan seks.